# Абаев, Владимир Давидович
Влади́мир Дави́дович Аба́ев (15 октября 1886, д.Сба, Тифлисская губерния, Российская империя — 1964, СССР) — советский государственный и партийный деятель, председатель Революционного комитета Южной Осетии (1920).
Доктор экономических наук. Заслуженный деятель науки Грузинской ССР.

## Биография
Учился в Тифлисском учительском институте. В 1913 году был слушателем сельскохозяйственных курсов животноводства и молочного хозяйства.
После окончания института в 1917 году, работал учителем городского училища во Владикавказе. После Октябрьской революции сначала работал в 1918 году в Терском СНК, а с 1919 по 1920 годы — учителем гимназиив Цхинвале.
В 1920 году был назначен председателем Революционного комитета Южной Осетии.
С 1921 по 1922 год — редактор газеты «Горская беднота» (Владикавказ). Затем на государственной службе — секретарь ЦИК Автономной области Юго-Осетии, позже представитель Горской АССР при Президиуме ВЦИК, руководитель Нацбюро. В 1930 году был переведён на научную и преподавательскую деятельность — 1930 году в Московском аграрном институте. В связи с ухудшением здоровья в 1934 году переехал в Крым где был назначен директором Никитского ботанического сада (Крымская АССР) и занимал данную должность до 1937 года. 
В 1937 году арестован. Освобождён в 1940 г. 
С 1941 по 1951 год — директор Юго-Осетинского научно-исследовательского института Академии наук Грузинской ССР, с 1951 года — старший научный сотрудник Юго-Осетинского научно-исследовательского института Академии наук Грузинской ССР.
Награждён орденом Трудового Красного Знамени. 